# Kissoufim
Kissoufim (ou Kesseifim, Kissuffim, Kisufim), en hébreu : כיסופים (litt. « Désirs »), est un kibboutz fondé en 1951, dans le nord-ouest du désert du Néguev en Israël, proche de la frontière entre Israël et la bande de Gaza. 

## Présentation

### Généralités
Fondée en 1951 par des membres du mouvements de jeunesse sionistes des États-Unis et d'Amérique du Sud, Kissoufim fait partie des localités établies sur la frontière avec la bande de Gaza, sises dans ladite enveloppe de Gaza. Il relève de la juridiction du conseil régional d'Eshkol. 

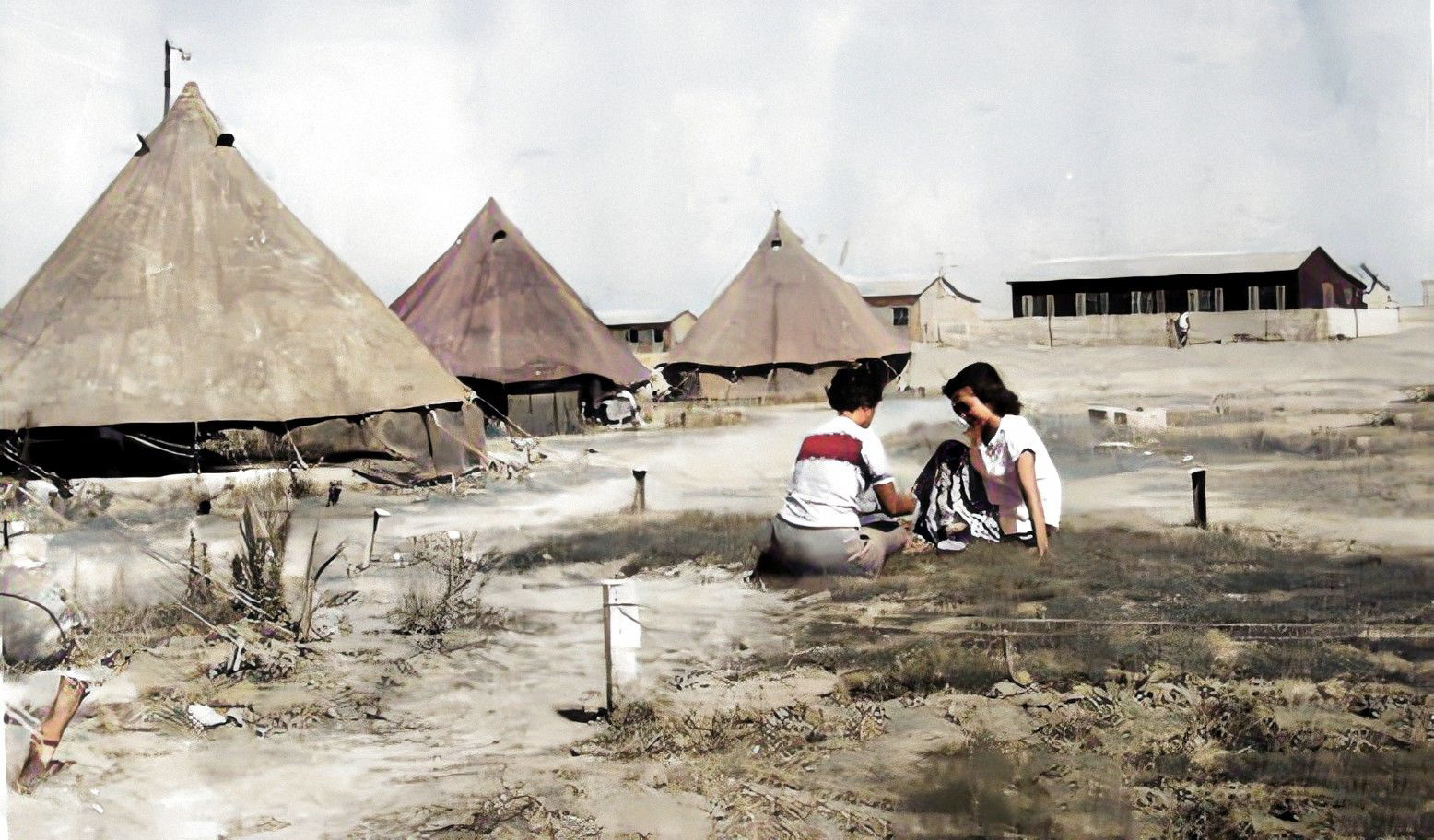
Jardin d'enfants au temps des premières années du kibboutz (1953)

Son implantation permet en partie de protéger la frontière sud d'Israël avec la bande de Gaza contre les nombreuses infiltrations palestiniennes de Fedayin (commandos palestiniens). Le gouvernement a financé la construction de pièces en béton armé dans chaque maison, servant d'abris anti-bombes. 

Son altitude est de 92 mètres au-dessus du niveau de la mer.

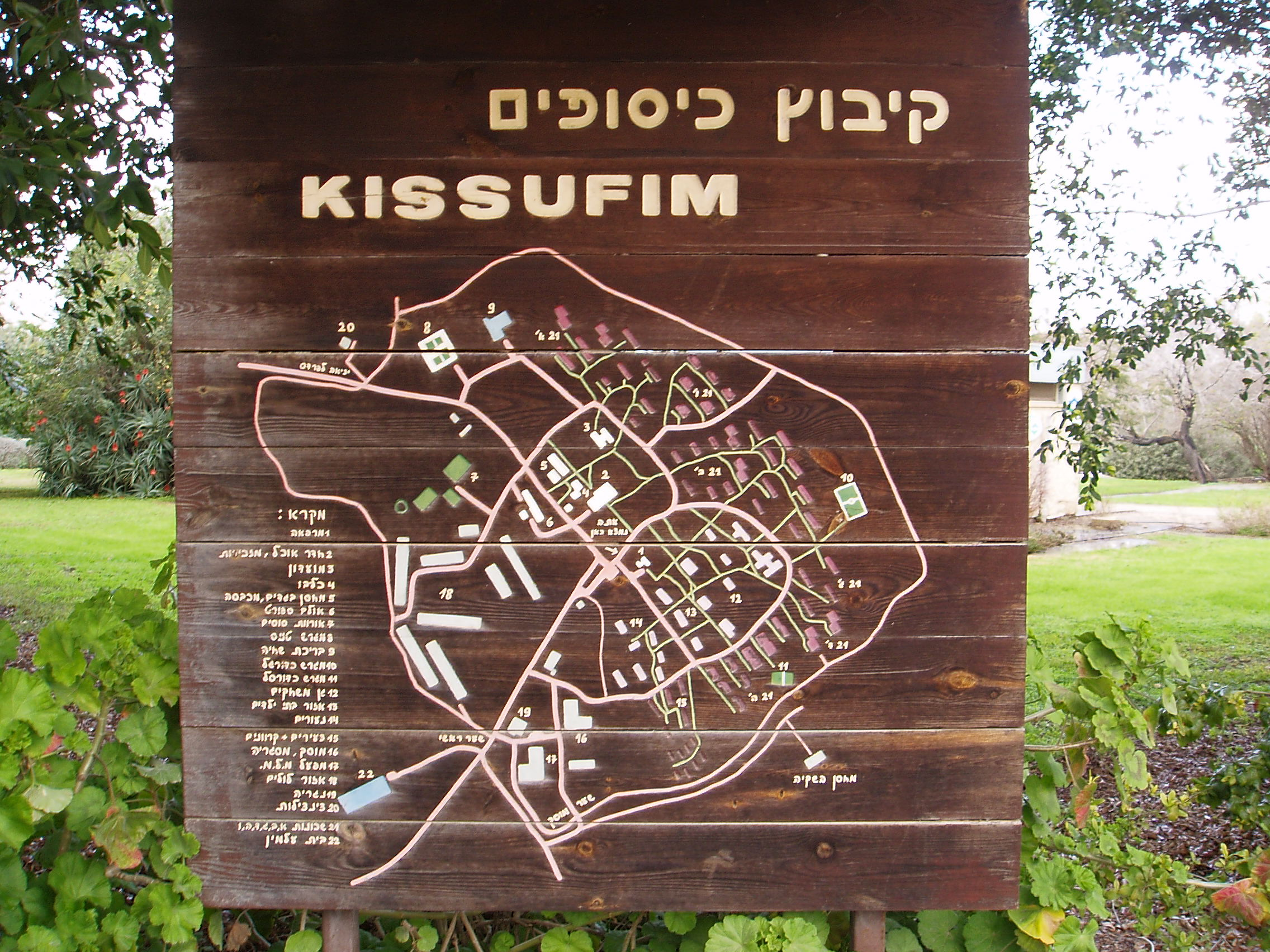
Panneau de repérage à l'entrée de Kissoufim

Son économie est basée sur l'agriculture : production de lait, élevage de poulets, production de citrons et d'avocats, et la location de terres à l'armée israélienne. Il y a également une usine de production de montures en plastique pour les lunettes.
Le « point de passage de Kissoufim », nommé ainsi par sa proximité avec le kibboutz, est le point de passage principal entre Israël et la bande de Gaza, qui était utilisé par l'armée israélienne et les habitants des colonies du Gush Katif. Il fut fermé le 15 août 2005 à la fin du retrait unilatéral de la bande de Gaza. Le dernier soldat israélien a traversé et fermé le passage de Kissoufim le 12 septembre 2005.
En 2021 la population de Kissoufim s'élève à 292 habitants. 

### Archéologie

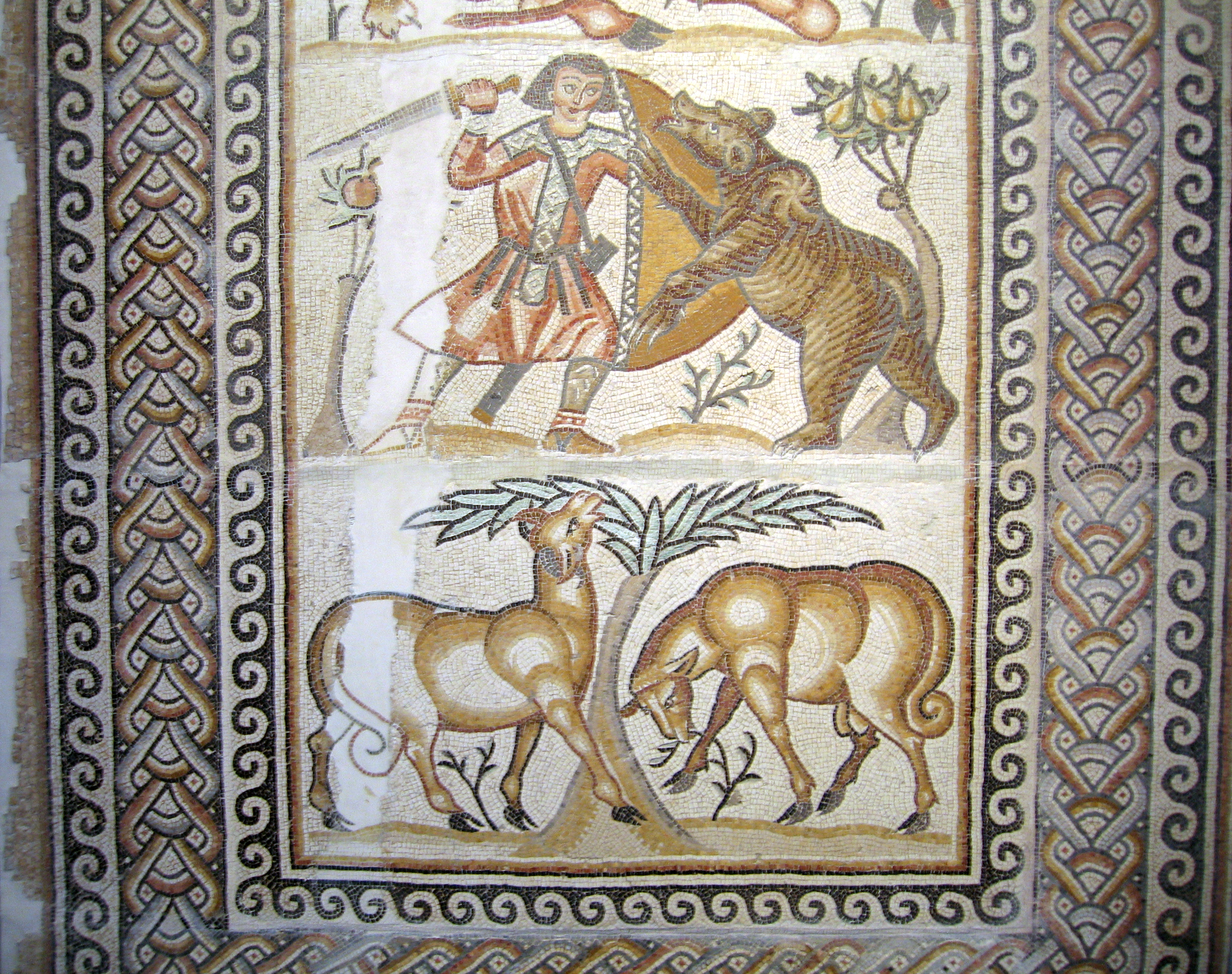
Mosaïques byzantines au musée d'archéologie de Kissoufim.

Tell Jemmeh (ou Tel Gamma) est un site archéologique majeur situé à environ 5 kilomètres à l'est-nord-est de Kissufim, sur la rive sud du ruisseau HaBesor. 
En juin 1977, un conducteur de tracteur préparant un nouveau champ découvre des mosaïques qui feraient partie du sol d'une église byzantine du milieu du VIe siècle. Selon les archéologues, elle a été construite sur le plan d'une basilique paléochrétienne sous le règne de l'empereur romain Constantin en 313 de notre ère 
Le kibboutz Kissufim abrite ainsi un musée archéologique présentant des objets découverts dans sa région.

## Attaque terroriste

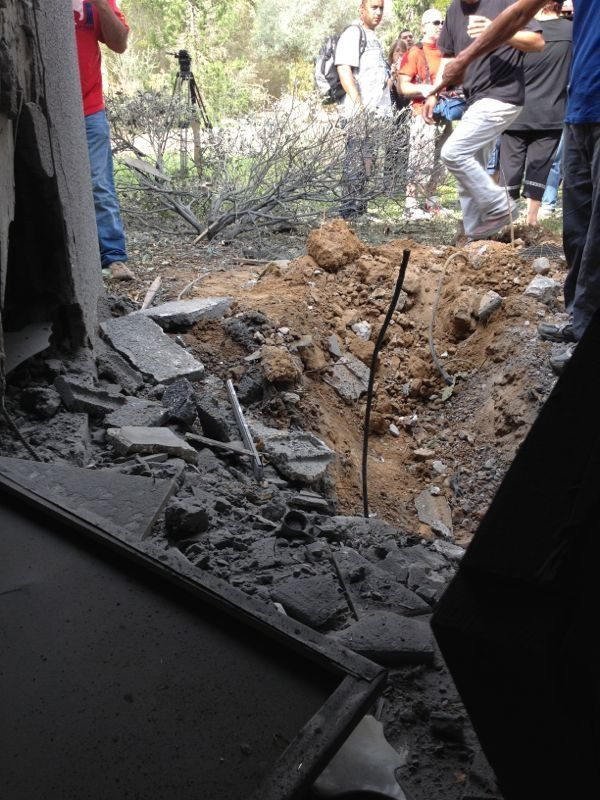
Exemple de dommages causés par l'envoi de roquettes palestiniennes sur Kissoufim (octobre 2012)

Le 7 octobre 2023, dans le cadre de l'attaque du Hamas contre Israël, le kibboutz est attaqué par des membres du Hamas palestinien : quatorze membres de la communauté (8 habitants et 6 travailleurs étrangers) sont assassinés et quatre personnes enlevées.